# FK리그 2018-19 남자부
FK리그 2018-19 남자부는 FK리그 슈퍼리그의 2번째 시즌으로 디펜딩 챔피언은 전주 매그 FC이다.